# دهستان زنگوان
دهستان زنگوان، یکی از دهستان‌های بخش کارزان شهرستان سیروان در استان ایلام ایران است. مرکز این دهستان، روستای شهرک سرتنگ است.

## جمعیت
بر پایه سرشماری عمومی نفوس و مسکن در سال ۱۳۹۵، جمعیت دهستان زنگوان برابر با ۳٬۳۶۰ نفر بوده است.